# Euonymus eberhardtii
Euonymus eberhardtii är en benvedsväxtart som beskrevs av Marie Laure Tardieu. Euonymus eberhardtii ingår i släktet Euonymus och familjen Celastraceae. Inga underarter finns listade.